# 김만수 (바둑 기사)
김만수(金萬樹, 1977년 7월 1일 ~ )는 대한민국의 바둑 기사이다.

## 약력
1994년에 입단했다. 1995년 제3기 배달왕기전 본선과 1996년 제14기 대왕전, 제28기 명인전 본선에 진출했다. 1997년 승률과 다승 부문 1위를 차지하고 1998년 제3기 테크론배 프로기전 본선에 올랐다. 1999년 4단으로 승단했다. 1999년 제9기 신인왕전에서 우승하고 제4기 LG정유배 프로기전과 제7기 배달왕전, 제4기 천원전 본선에 진출하는 등 전성기를 구가했다. 2004년 제9회 LG배 세계기왕전에서 16강에 올랐다. 2007년 7단을 거쳐 2012년 3월에 8단으로 승단하였다.